# 光大高空走道
光大高空走道（英語：Komtar Skywalk）是马来西亚槟城乔治市光大大厦楼顶的一条高空玻璃走道，距离地面约250（820英尺）。